# Boris Alexandrowitsch Tschagin
Boris Alexandrowitsch Tschagin (russisch Борис Александрович Чагин, wiss. Transliteration Boris Aleksandrovič Čagin; * 11. Märzjul. / 23. März 1899greg. in Moskau; † 10. Dezember 1987 in Leningrad) war ein russischer Philosoph und Historiker.

## Leben und Arbeit
Mit siebzehn Jahren begann der Sohn einer Arbeiterfamilie seine berufliche Tätigkeit als Angestellter. Von 1919 bis 1922 kämpfte er im Russischen Bürgerkrieg. 1920 trat er in die Kommunistische Partei Russlands (Bolschewiki) ein. 1922 besuchte er die Militärhochschule im Fach Geschichte. Danach unterrichtete er Gesellschaftswissenschaften an militärischen Bildungseinrichtungen.
Seit 1930 war er Lehrer an einer Militärakademie. Parallel dazu hielt er Vorlesungen an Leningrader Hochschulen und war Leiter des Lehrstuhls für Philosophie am Polytechnischen Institut, am Institut für Nachrichtentechnik, an der Leningrader Universität u. a. Er gehörte zu den Begründern der Philosophischen Fakultät an der Leningrader Universität und war dort bis zum Zweiten Weltkrieg Dekan.
1933 beendete er das Institut der Roten Professur in der Fachrichtung Geschichte der Philosophie und verteidigte seine Kandidaturarbeit zum Thema „Philosophische und soziologische Anschauungen Franz Mehrings“. Während des in der Sowjetunion so genannten Großen Vaterländischen Krieges kämpfte er gegen die deutsche Invasion. Nach dem Kriege nahm er seine wissenschaftliche Tätigkeit wieder auf und leitete den Lehrstuhl Philosophie an der Militärmedizinischen Akademie S. M. Kirow und anschließend an der Militärhochschule „M. I. Kalinin“ sowie an der Leningrader Universität.
Seit 1948 hatte er eine Professur am Lehrstuhl Philosophie an der Leningrader Abteilung der Akademie der Wissenschaften(AdW) der UdSSR inne. 1946 verteidigte er seine Promotionsarbeit „Die Ideologie der deutschen Sozialdemokratie von 1895 bis 1914“. Seit 1960 war er korrespondierendes Mitglied der Akademie der Wissenschaften der UdSSR. Viele Jahre arbeitete er im Redaktionskollegium der Zeitschrift „Fragen der Philosophie“ (Woprossy filosofii) und „Philosophische Wissenschaften“ (Filosofskije nauki) und bei anderen Zeitschriften. Er war Mitautor der sechsbändigen „Geschichte der Philosophie“ und der „Geschichte der KPdSU“.
Schwerpunkte seiner Arbeiten waren die Geschichte der Philosophie, insbesondere der marxistisch-leninistischen; Analyse der Ideologie und Philosophie der deutschen Sozialdemokratie; Probleme des historischen Materialismus (vor allem der subjektive Faktor, Struktur und Formen des gesellschaftlichen Bewusstseins). Eingehend hat er die theoretischen Anschauungen von Franz Mehring, seine politische und ideologische Rolle in der deutschen Sozialdemokratie und die Auffassungen der linken Sozialdemokraten und ihren Kampf gegen den Revisionismus untersucht.
Mit dem philosophisch-literarischen Erbe von Plechanow und dessen Beitrag zur Entwicklung der Gesellschaftstheorie des Marxismus, und hier besonders Plechanows Gedanken zum ideologischen Überbau und zur gesellschaftlichen Psychologie, hat sich Tschagin beschäftigt und auch Plechanow-Editionen betreut. Großen Anteil hatte er an der Erforschung der Leninschen Etappe der Entwicklung der Philosophie in Russland. Vor allem mit der historischen Herausbildung der philosophischen Anschauungen Lenins, mit seinem Kampf gegen die Volkstümler (Narodniki), die „legalen“ Marxisten und die Ökonomisten hat er sich befasst. Dabei strich er die Dialektik von objektiven Bedingungen und dem sozialhistorischen Prozess heraus.
Weiterhin beschäftigte er sich mit den sozialen, gnoseologischen und logischen Aspekten der marxistisch-leninistischen Parteilichkeit. Besonders hervorzuheben sind seine Untersuchungen zu Struktur und Gesetzesaussagen des subjektiven Faktors in der sowjetischen Gesellschaft und zur Geschichte der Sozialtheorien und des historischen Materialismus in der Sowjetunion.

## Werke
- B. A. Tschagin: Die Entwicklung der marxistischen Philosophie nach der Pariser Kommune : (1871 - 1895). Verlag Kultur und Fortschritt, Berlin 1951.
- B. A. Čagin: Der subjektive Faktor. Struktur und Gesetzmäßigkeiten (= Kleine Bibliothek 44 Politik, Wissenschaft, Zukunft). Pahl-Rugenstein, Köln 1974, ISBN 3-7609-0122-0.